# Симпсоново правило
Симпсоново правило названо тако по Томасу Симпсону је метода из нумеричке анализе којом приближно израчунавамо одређен интеграл неке функције f(x), тј. интересује нас апроксимација {\displaystyle \int _{a}^{b}f(x)dx}.

## Идеја
Симпсонова формула (или правило) је у ствари део Њутн-Коутс формула. Функцију прво апроксимирамо уз помоћ Лагранжових полинома другог степена, а после уместо да израчунамо интеграл функције {\displaystyle f(x)}, израчунавамо интеграл добијеног полинома:
{\displaystyle f(x)\approx P(x)=\sum _{i=0}^{n=2}l_{i}(x)\cdot f(x_{i})}, притом
{\displaystyle l_{i}(x)=\prod _{j=0,j\neq i}^{n}{\frac {x-x_{j}}{x_{i}-x_{j}}}}
Означимо почетну тачку интеграла {\displaystyle a=x_{0}}, крајњу {\displaystyle b=x_{2}}, а тачку у средини {\displaystyle m=x_{1}} (обратити пажњу на скицу са стране) и добићемо:
{\displaystyle P(x)=f(a){\frac {(x-m)(x-b)}{(a-m)(a-b)}}+f(m){\frac {(x-a)(x-b)}{(m-a)(m-b)}}+f(b){\frac {(x-a)(x-m)}{(b-a)(b-m)}}\approx f(x)}
Овом приликом није приказано како се долази до коначне формуле; рачун није тежак и састоји се од примене једноставних правила за интеграле (на пример, примена интеграла на суму):
{\displaystyle \int _{a}^{b}f(x)\,dx\approx \int _{a}^{b}P(x)\,dx={\frac {b-a}{6}}\left[f(a)+4f\left({\frac {a+b}{2}}\right)+f(b)\right]}
Када се жели апроксимирати интеграл у интервалу од {\displaystyle a} до {\displaystyle b} тада ће за то бити неопходне три тачке дате функције.
Грешка у датом интервалу је:
{\displaystyle E_{S}=-{\frac {(b-a)^{5}}{90}}f^{(4)}(\xi )}, где је {\displaystyle \xi \in [a,b]}.
Уколико желимо да нађемо највећу могућу грешку односно њену границу, довољно је максимирати четврти извод функције за {\displaystyle \xi }:
{\displaystyle \left|E_{S}\right|\leq {\frac {(b-a)^{5}}{90}}\left|\max _{a\leq \xi \leq b}f^{(4)}(\xi )\right|}
Обзиром да грешка зависи од размака између тачака којима се врши апроксимација, а ако се означи тај размак са {\displaystyle h={\frac {b-a}{2}}}, може се рећи, користећи се O-нотацијом да се грешка налази {\displaystyle E_{S}={\mathcal {O}}(h^{5})}.

## Сложено Симпсоново правило
Уколико смо незадовољни апроксимацијом, један од начина за побољшање је да интервал поделимо на више делова (мањих интервала) те да на сваком појединачно применимо Симпсоново правило и на крају их саберемо. 
Означимо број тачака са {\displaystyle n}, а размак између њих са {\displaystyle h={\frac {b-a}{n}}} и добићемо:
{\displaystyle \int _{a}^{b}f(x)\,dx\approx {\frac {h}{3}}{\bigg [}f(x_{0})+2\sum _{j=1}^{n/2-1}f(x_{2j})+4\sum _{j=1}^{n/2}f(x_{2j-1})+f(x_{n}){\bigg ]}},
што такође можемо написати као
{\displaystyle \int _{a}^{b}f(x)\,dx\approx {\frac {h}{3}}{\bigg [}f(x_{0})+4f(x_{1})+2f(x_{2})+4f(x_{3})+...+4f(x_{n-1})+f(x_{n}){\bigg ]}}
или као производ вектора ({\displaystyle f=(f(x_{0}),f(x_{1}),\dots ,f(x_{n})} ):
{\displaystyle f\cdot (1,4,2,4,2,\dots ,2,4,1)^{T}}.
Грешка за сложено Симпсоново правило је:
{\displaystyle E_{S}=-{\frac {h^{4}}{180}}(b-a)f^{(4)}(\xi )}, {\displaystyle \xi \in [a,b]}
или када желимо да јој нађемо границу:
{\displaystyle \left|E_{S}\right|\leq {\frac {h^{4}}{180}}(b-a)\left|\max _{a\leq \xi \leq b}f^{(4)}(\xi )\right|}
Такође, као што видимо, формулу за Симпсоново правило можемо извести и из комбинације трапезоидног правила и правила правоугаоника ({\displaystyle Q_{S}(f)} означава апроксимацију интеграла функције {\displaystyle f} између датих {\displaystyle a} и {\displaystyle b}, {\displaystyle Q_{T}(f)} то исто за трапезоидно правило, а {\displaystyle Q_{R}(f)} за правило правоугаоника):
{\displaystyle Q(f)={1 \over 3}(Q_{S}(f)+2Q_{T}(f))}

## Адаптивно Симпсоново правило
У пракси се понекад сусрећемо са ситуацијама када је нека функција у одређеним областима „досадна“ и чије интеграле можемо да израчунамо врло лако са мало тачака (када је функција релативно „испеглана"), док је у одређеним областима врло променљива и ту нам за добру апроксимацију треба много више тачака.
Да бисмо то постигли, користићемо се тактиком "подели па владај":
1. Израчунај средишну тачку датог интервала {\displaystyle [a,b]}: {\displaystyle m={\frac {b-a}{2}}}
2. Израчунај апроксимацију интеграла за {\displaystyle [a,b]} користећи се Симпсоновим правилом (назовимо је {\displaystyle S_{[a,b]}}
3. Израчунај апроксимације за подељен интервал (означимо је {\displaystyle S_{[a,m]}} и {\displaystyle S_{[m,b]}}) уз помоћ обичног Симпсоновог правила.
4. Уколико смо задовољни разликом {\displaystyle S_{[a,b]}-(S_{[a,m]}+S_{[m,b]})}, резултат је {\displaystyle S_{[a,m]}+S_{[m,b]}}.
5. Уколико нисмо, наставимо даље рекурзивно примењујући адаптивно Симпсоново правило на интервале {\displaystyle [a,m]} и {\displaystyle [m,b]}, а резултат је њихова сума.

## Грешка адаптивног Симпсоновог правила
Обележимо резултат адаптивног Симпсоновог правила примењеног на интервалу {\displaystyle [a,b]\,} за функцију {\displaystyle f\,} са {\displaystyle S(a,b)\,}, a размак између двеју тачака са {\displaystyle h={\frac {b-a}{2}}\,} онда важи:
За {\displaystyle h\,}: 
{\displaystyle \int _{a}^{b}f(x)dx=S(a,b)-{\frac {h^{5}}{90}}\cdot f^{(4)}(\xi )-{\mathcal {O}}(h^{7})}
За {\displaystyle {\frac {h}{2}}}:
{\displaystyle \int _{a}^{b}f(x)dx=S\left(a,{\frac {a+b}{2}}\right)+S\left({\frac {a+b}{2}},b\right)-\underbrace {2\cdot {\frac {(h/2)^{5}}{90}}} _{-{\frac {1}{16}}{\frac {h^{5}}{90}}}\cdot f^{(4)}({\tilde {\xi }})-{\mathcal {O}}(h^{7})}
Из тога даље закључујемо, под претпоставком {\displaystyle f^{(4)}(\xi )=f^{(4)}({\tilde {\xi }})}:
{\displaystyle S\left(a,{\frac {a+b}{2}}\right)+S\left({\frac {a+b}{2}},b\right)-{\frac {1}{16}}\left({\frac {h^{5}}{90}}\right)f^{(4)}(\xi )\approx S(a,b)-{\frac {h^{5}}{90}}f^{(4)}(\xi )}
{\displaystyle \Rightarrow {\frac {h^{5}}{90}}f^{(4)}(\xi )\approx {\frac {16}{15}}\left(S(a,b)-S\left(a,{\frac {a+b}{2}}\right)-S\left({\frac {a+b}{2}},b\right)\right)}
Тако можемо даље доћи до (разумно) приближне вредности грешке: 
{\displaystyle \left|\int _{a}^{b}f(x)dx-S\left(a,{\frac {a+b}{2}}\right)-S\left({\frac {a+b}{2}},b\right)\right|\approx {\frac {1}{15}}\left|S(a,b)-S\left(a,{\frac {a+b}{2}}\right)-S\left({\frac {a+b}{2}},b\right)\right|}
Ова приближна грешка је врло згодна као критеријум за крај рекурзије.